# Classification de Leriche et Fontaine
La classification de Leriche et Fontaine est l'estimation, par l'examen clinique, du degré de gravité de l'artériopathie oblitérante des membres inférieurs. Elle comporte quatre stades.

## Définition
- stade 1 : abolition d'un ou plusieurs pouls périphériques sans aucun retentissement fonctionnel.
- stade 2 : « claudication intermittente » se manifestant par des douleurs à la marche apparaissant au-delà d'un certain périmètre, signe d'une ischémie musculaire à l'effort. Ce stade est parfois subdivisé en stade 2a (faible) et stade 2b (fort) selon le degré invalidant ou non de la claudication. Certains auteurs distinguent ces deux subdivisions selon un périmètre de marche fixé à deux cents mètres.
- stade 3 : douleur du membre inférieur apparaissant au repos, signe d'une ischémie tissulaire permanente.
- stade 4 : présence de troubles trophiques ou de nécrose des membres inférieurs comme un ulcère[1] ou une gangrène[2], signant une ischémie évoluée et conduisant le plus souvent à l'amputation.

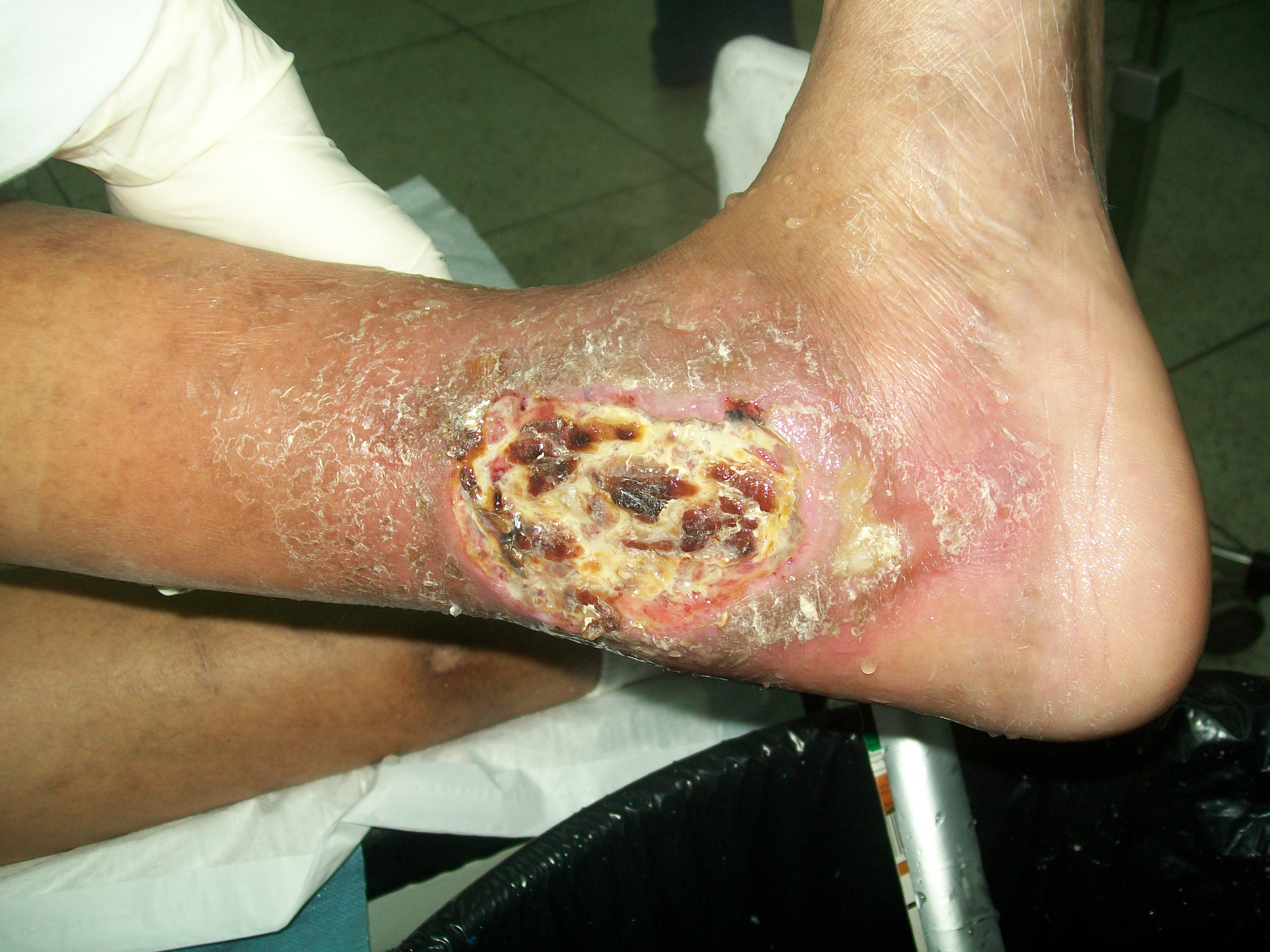
Ulcère de la cheville d'origine artérielle chez un patient diabétique : stade 4 de Leriche et Fontaine

L'artérite peut débuter par un stade 3 ou 4 d'emblée. Cette classification rapide, simple et ne nécessitant aucun instrument d'exploration semble remise en cause par certains auteurs,. 
Deux tiers des patients souffrant d'AOMI ne présentent aucun signe. 
Il a été proposé un dépistage plus fiable par la mesure de l'index de pression systolique à la cheville chez les patients souffrant de facteurs de risques cardio-vasculaires.